# Gran Premio Ciclista La Marsellesa 2019
La 40.ª edición de la clásica ciclista Gran Premio Ciclista la Marsellesa fue una carrera en Francia que se celebró el 3 de febrero de 2019 con inicio y final en la ciudad de Marsella sobre un recorrido de 139,8 kilómetros.
La carrera hizo parte del UCI Europe Tour 2019, dentro de la categoría UCI 1.1. El vencedor final fue el francés Anthony Turgis del Direct Énergie seguido del también francés Romain Combaud del Delko Marseille Provence y el belga Tom Van Asbroeck del Israel Cycling Academy.

## Equipos participantes
Tomaron parte en la carrera 16 equipos: 2 de categoría UCI WorldTeam; 11 de categoría Profesional Continental; y 3 de categoría Continental. Formando así un pelotón de 112 ciclistas de los que acabaron 96. Los equipos participantes fueron:
| WorldTeams (2)- AG2R La Mondiale - Groupama-FDJ Equipos continentales profesionales (11)- Delko-Marseille Provence - Cofidis, Solutions Crédits - Direct Énergie - Arkéa-Samsic - Vital Concept-B&B Hotels - Gazprom-RusVelo - Sport Vlaanderen-Baloise - Wanty-Groupe Gobert - Euskadi Basque Country-Murias - Israel Cycling Academy - Wallonie Bruxelles Equipos continentales (3)- Saint Michel-Auber 93 - Natura4Ever-Roubaix Lille Métropole - Sovac |
| |

## Clasificación final
- Las clasificaciones finalizaron de la siguiente forma:[3]

| \| Clasificación general \| Clasificación general \| Clasificación general \| Clasificación general \| Clasificación general \| \| Ciclista \| Ciclista \| Equipo \| Tiempo \| \| \| --------------------- \| --------------------- \| -------------------------- \| --------------------- \| --------------------- \| \| 1.º \| Anthony Turgis \| Direct Énergie \| 3 h 39 min 47 s \| \| \| 2.º \| Romain Combaud \| Delko Marseille Provence \| + 0 s \| \| \| 3.º \| Tom Van Asbroeck \| Israel Cycling Academy \| + 23 s \| \| \| 4.º \| Julien Trarieux \| Delko Marseille Provence \| + 23 s \| \| \| 5.º \| Zico Waeytens \| Cofidis, Solutions Crédits \| + 23 s \| \| \| 6.º \| Lilian Calmejane \| Direct Énergie \| + 23 s \| \| \| 7.º \| Clément Venturini \| AG2R La Mondiale \| + 23 s \| \| \| 8.º \| Milan Menten \| Sport Vlaanderen-Baloise \| + 23 s \| \| \| 9.º \| Kévin Le Cunff \| Saint Michel-Auber 93 \| + 23 s \| \| \| 10.º \| Aimé De Gendt \| Wanty-Gobert \| + 23 s \| \| |                   |                            |                 |
| |                   |                            |                 |
| Fuente: ProCyclingStats |                   |                            |                 |
| Clasificación general |                   |                            |                 |
| Ciclista | Ciclista          | Equipo                     | Tiempo          |
| 1.º | Anthony Turgis    | Direct Énergie             | 3 h 39 min 47 s |
| 2.º | Romain Combaud    | Delko Marseille Provence   | + 0 s           |
| 3.º | Tom Van Asbroeck  | Israel Cycling Academy     | + 23 s          |
| 4.º | Julien Trarieux   | Delko Marseille Provence   | + 23 s          |
| 5.º | Zico Waeytens     | Cofidis, Solutions Crédits | + 23 s          |
| 6.º | Lilian Calmejane  | Direct Énergie             | + 23 s          |
| 7.º | Clément Venturini | AG2R La Mondiale           | + 23 s          |
| 8.º | Milan Menten      | Sport Vlaanderen-Baloise   | + 23 s          |
| 9.º | Kévin Le Cunff    | Saint Michel-Auber 93      | + 23 s          |
| 10.º | Aimé De Gendt     | Wanty-Gobert               | + 23 s          |

## UCI World Ranking
El Gran Premio Ciclista la Marsellesa otorgó puntos para el UCI World Ranking para corredores de los equipos en las categorías UCI WorldTeam, Profesional Continental y Equipos Continentales. Las siguientes tablas son el baremo de puntuación y los corredores que obtuvieron puntos:
| Posición   | 1.º | 2.º | 3.º | 4.º | 5.º | 6.º | 7.º | 8.º | 9.º | 10.º | 11.º | 12.º | 13.º-15.º | 16.º-25.º |
| Puntuación | 125 | 85  | 70  | 60  | 50  | 40  | 35  | 30  | 25  | 20   | 15   | 10   | 5         | 3         |

| Clasificación |                   |                            |        |
| Posición      | Ciclista          | Equipo                     | Puntos |
| ------------- | ----------------- | -------------------------- | ------ |
| 1.º           | Anthony Turgis    | Direct Énergie             | 125    |
| 2.º           | Romain Combaud    | Delko Marseille Provence   | 85     |
| 3.º           | Tom Van Asbroeck  | Israel Cycling Academy     | 70     |
| 4.º           | Julien Trarieux   | Delko Marseille Provence   | 60     |
| 5.º           | Zico Waeytens     | Cofidis, Solutions Crédits | 50     |
| 6.º           | Lilian Calmejane  | Direct Énergie             | 40     |
| 7.º           | Clément Venturini | AG2R La Mondiale           | 35     |
| 8.º           | Milan Menten      | Sport Vlaanderen-Baloise   | 30     |
| 9.º           | Kévin Le Cunff    | Saint Michel-Auber93       | 25     |
| 10.º          | Aimé De Gendt     | Wanty-Gobert               | 20     |